# Anciens magasins de vente des faïenceries de Choisy-le-Roi
Les anciens magasins de vente des faïenceries de Choisy-le-Roi sont situés dans le 10e arrondissement de Paris.

## Situation
Les anciens magasins de vente des faïenceries de Choisy-le-Roi sont situés 18 rue de Paradis (à son carrefour avec la rue Martel), dans le 10e arrondissement de Paris, juste à côté de l'école maternelle de la rue de Paradis.
La parcelle est située en bordure de l'ancien enclos Saint-Lazare, mitoyen de l'ancienne prison Saint-Lazare.

## Histoire
Le bâtiment est construit entre 1889 et 1892 par les architectes Georges Jacotin et Ernest Brunnarius pour servir de siège social aux établissements Boulenger.
En février 1978, le musée de l'Affiche y est créé sous l'impulsion de l'Union centrale des arts décoratifs, puis en 1982 il est renommé musée de la Publicité avant d'être déplacé dans les ailes de Rohan et de Marsan du palais du Louvre (107, rue de Rivoli) en 1990.
Le 6 octobre 1981, la façade sur rue, le vestibule avec son décor de céramique, l'escalier à balustres et la salle d'exposition avec son décor sont inscrits au titre des monuments historiques par arrêté.
De 2011 à 2021, le bâtiment abrite le Manoir de Paris, attraction de type maison hantée.
Depuis 2022, il abrite l école de commerce "Albert School".

## Description
Le bâtiment est composé d'un corps de bâtiment sur rue et d'un autre sur cour reliés par une aile latérale.
Une large part des murs intérieurs du bâtiment sont recouverts de décors de céramique.